# 깡패들
《깡패들》은 2019년 개봉한 대한민국의 액션 영화이다.

## 출연
주연
- 박두식 - 용개 역
- 임이지 - 수연 역

조연
- 유정호 - 현철 역
- 고유안 - 대진 역
- 김재홍 - 상철 역
- 서광재 - 수연 부 역
- 김윤홍 - 최 회장 역

## 같이 보기
- 2019년 대한민국의 영화 목록